# Список эпизодов мультсериала «Чёрный Плащ»
«Чёрный Плащ» (англ. Darkwing Duck) — американский мультсериал 1991—1992 годов в жанре экшн-адвенчур, созданный студией Walt Disney Television Animation по идее Тэда Стоунса. Всего были выпущены и показаны 91 эпизод, неравномерно разделённые на три сезона.
Во всех эпизодах присутствует главный герой, Чёрный Плащ, в большинстве эпизодов, за редким исключением, присутствуют его ближайшие соратники: Гусёна и Зигзаг. В каждом эпизоде Плащу противостоит один или несколько злодеев. Это могут быть его «старые знакомые», например, Мегавольт, Реджинальд Бушрут, Антиплащ, Квага, а могут быть и «злодеи на одну серию».
Следует помнить, что «Чёрный Плащ» — это супергеройский образ обычной утки по имени Кряк Лапчатый, поэтому в описании сюжетов ниже он называется и так и так, в зависимости от контекста.
Также нужно обратить внимание, что хронология показа эпизодов не всегда соответствует хронологии вселенной мультсериала. Например, в эпизоде 1-20 «Утки правосудия: Эпизод 1» нам показан Ликвигад, уже известный злодей, вступающий в преступную организацию «Грозная пятёрка», однако в эпизоде 1-36 «Великая сушь» нас знакомят с подлым владельцем компании по производству бутилированной воды по имени Бад Потоп, который только в этой серии превращается в мутанта, в дальнейшем известного как Ликвигад.
Названия эпизодов часто пародируют названия фильмов, литературных произведений, песен и пр.; крылатые выражения и поговорки. Поэтому игра слов заметна только в оригинале: например, эпизод 1-36 «Великая сушь» в оригинале называется Dry Hard, что пародирует название фильма Die Hard, известного в русскоязычном прокате как «Крепкий орешек»; эпизод 1-53 «Напряжённый для убийства» в оригинале называется Stressed to Kill, что пародирует название фильма Dressed to Kill, известного в русскоязычном прокате как «Бритва», и т. д.
Необычно и то, что премьеры первого и второго сезонов начались одновременно на разных телеканалах, и последняя серия второго сезона была показана намного раньше последней серии первого.

## Обзор сезонов
| Сезон | Серии | Серии | Даты показа      | Даты показа     | Даты показа                       |
| Сезон | Серии | Серии | Первая серия     | Последняя серия | Канал                             |
| ----- | ----- | ----- | ---------------- | --------------- | --------------------------------- |
| 1     | 65    | 65    | 6 сентября 1991  | 20 мая 1992     | Синдикация (The Disney Afternoon) |
| 2     | 13    | 13    | 7 сентября 1991  | 30 ноября 1991  | ABC                               |
| 3     | 13    | 13    | 12 сентября 1992 | 12 декабря 1992 | ABC                               |

## Сезон 1 (1991—1992)
| № п/п | № в сезоне | Название                                                            | Премьера          | Комментарии |
| --- | ---------- | ------------------------------------------------------------------- | ----------------- | --- |
| 1 | 1          | «Darkly Dawns the Duck: Episode 1» Тайное становится явным. Часть 1 | 6 сентября 1991   | TBA |
| Чёрный Плащ (настоящее имя Кряк Лапчатый) — малоизвестный борец с преступностью из города Сен-Канар, живущий в высокой башне на главном мосту города (позднее — в обычном доме). Он нападает на след известного преступника Тараса Бульбы и освобождает похищенную им девочку по имени Гусёна, которую и удочеряет. |            |                                                                     |                   | |
| 2 | 2          | «Darkly Dawns the Duck: Episode 2» Тайное становится явным. Часть 2 | 6 сентября 1991   | TBA |
| Гусёна теперь под защитой Чёрного Плаща, однако Тарас Бульба не оставляет попыток вернуть девочку себе. Дело в том, что он уверен, будто она знает некий секретный код, но сама Гусёна об этом и не подозревает. |            |                                                                     |                   | |
| 3 | 3          | «Beauty and the Beet» Красавица и репейник                          | 9 сентября 1991   | Название эпизода — пародия на сказку «Красавица и чудовище». |
| Доктор Реджинальд Бушрут, учёный-растениевод, просто хочет сделать мир лучше, но коллеги насмехаются над ним из-за его страсти к растениям. В итоге он ставит эксперимент над самим собой и становится мутантом: полурастением-полууткой. Теперь, обретя супер-силу (он может вступать с растениями в телепатическую связь, ускорять их метаболизм и даже делать подвижными), он начинает мстить своим обидчикам.                                                                                           |            |                                                                     |                   | |
| 4 | 4          | «Getting Antsy» Муравьиные страсти                                  | 10 сентября 1991  | TBA |
| Хозяин мини-гольфа, Лилипут, изобрёл шлем, с помощью которого стало возможно общаться с муравьями. После этого с помощью уменьшающего луча он уменьшает достопримечательности и дома Сен-Канара, просит муравьев оттащить их на его гольф-поле, где делает их частью интерьера. Также под уменьшение попадает и Чёрный Плащ… |            |                                                                     |                   | |
| 5 | 5          | «Night of the Living Spud» Кошмар на картофельном поле              | 11 сентября 1991  | Название эпизода — пародия на фильм «Ночь живых мертвецов». |
| Доктор Бушрут хочет вырастить себе жену — прекрасный цветок. Однако у него получается нечто чудовищное… |            |                                                                     |                   | |
| 6 | 6          | «Apes of Wrath» Не ходите в Африку гулять                           | 12 сентября 1991  | Название эпизода — пародия на роман «Гроздья гнева». |
| Ш.У.Ш.У. посылает Чёрного Плаща, Зигзага МакКряка и Гусёну в Африку, чтобы разыскать пропавшую там известного антрополога Беатрис Брютей. На месте выясняется, что майор Траншей планирует открыть здесь виллу для злодеев… |            |                                                                     |                   | |
| 7 | 7          | «Dirty Money» Грязные деньги                                        | 13 сентября 1991  | TBA |
| В Сен-Канаре ЧП: кто-то стёр все надписи на всех банкнотах, превратив их в бесполезные бумажки. Расследовать это преступление директор Ш.У.Ш.У Эдгар Клювер поручает Чёрному Плащу, однако агент Гризликов ему не доверяет. Плащ обнаруживает, что преступление совершила некая Нашатырка — бывшая горничная, которая из-за частых контактов с различными химикатами стала помешанной на чистоте. |            |                                                                     |                   | |
| 8 | 8          | «Duck Blind» Слепой рыцарь                                          | 16 сентября 1991  | TBA |
| После стычки с Мегавольтом Чёрный Плащ слепнет. Тем не менее он продолжает свой труд, используя различные хитроумные гаджеты. Гусёна, Гога и Зигзаг решают поймать Мегавольта самостоятельно, но в итоге оказываются в его лапах. |            |                                                                     |                   | |
| 9 | 9          | «Comic Book Capers» Приключения комикса                             | 17 сентября 1991  | TBA |
| Чёрный Плащ стал знаменитым, про него даже стали появляться комиксы. Однако он крайне недоволен тем, как его там изобразили, поэтому решает заняться комиксами о себе самостоятельно. Однако его постоянно отвлекают, и каждый вносит в готовящийся «шедевр» немного от себя. В создании этого произведения умудрился принять участие даже Мегавольт. |            |                                                                     |                   | |
| 10 | 10         | «Water Way to Go» Не зная броду — не лезь в воду                    | 18 сентября 1991  | Название эпизода — пародия на фильм «Так держать!» |
| Ш.У.Ш.У. отправляет Чёрного Плаща в Нефтеравию, чтобы остановить Стального Клюва, который угрожает затопить всю страну с помощью портативной погодной машины. На этот раз супергероем будет Зигзаг, а Плащ — его скромным помощником. |            |                                                                     |                   | |
| 11 | 11         | «Paraducks» Парадоксы времени                                       | 19 сентября 1991  | TBA |
| Чёрный Плащ с Гусёной отправляются назад во времени, где он встречает самого себя школьником. Там же взрослый Плащ становится свидетелем ограбления магазина. Из-за бездействия супергероя настоящее меняется, когда пара возвращается в своё время, поэтому они обязаны снова вернуться в прошлое и исправить ситуацию. |            |                                                                     |                   | |
| 12 | 12         | «Easy Come, Easy Grows» За длинным долларом                         | 20 сентября 1991  | Название эпизода — пародия на фильм «Легко пришло, легко ушло». |
| Чёрный Плащ расследует дело, в котором деньги исчезают из хранилищ банков вместе с самими хранилищами. Бушрут создаёт дерево, на котором вместо листьев деньги. |            |                                                                     |                   | |
| 13 | 13         | «A Revolution in Home Appliances» Революция бытовой техники         | 23 сентября 1991  | TBA |
| Мегавольт обнаруживает способ оживлять домашнюю бытовую технику. Он берёт к себе в сообщники парикмахерское кресло, холодильник, гитару и телевизор, и эта банда собирается взять Сен-Канар под свой контроль. |            |                                                                     |                   | |
| 14 | 14         | «Trading Faces» От перемены слагаемых                               | 24 сентября 1991  | Название эпизода — пародия на фильм «Поменяться местами». |
| В результате неполадки в компьютере Чёрный Плащ меняется телами с Гусёной, а Зигзаг — с Гогой. В таком виде героям предстоит помешать осуществлению нового плана В.А.О.Н.: остановить вращение Земли, чтобы шантажировать всю планету. |            |                                                                     |                   | |
| 15 | 15         | «Hush, Hush Sweet Charlatan» Свет! Камера! Мотор!                   | 25 сентября 1991  | Название эпизода — пародия на фильм «Тише, тише, милая Шарлотта». |
| Чёрный Плащ расследует новое дело: на съёмках фильма постоянно происходят несчастные случаи и прочие происшествия. Интересно, что режиссёром злополучной ленты является Таскернини, непризнанный гений, вставший на преступный путь. |            |                                                                     |                   | |
| 16 | 16         | «Can't Bayou Love» Болотная лихорадка                               | 26 сентября 1991  | TBA |
| Джуджа Джейк и его аллигатор Гумбо, оба жители байу, перебираются в город, наслышанные, что здесь можно легко «поднять денег». Используя Зигзага как приманку, они хватают Чёрного Плаща. Однако супергерой быстро объясняет злодеям, что в Сен-Канаре для них нет «лёгкой добычи». |            |                                                                     |                   | |
| 17 | 17         | «Bearskin Thug» Медведь-разбойник                                   | 27 сентября 1991  | TBA |
| Чёрный Плащ берёт Гусёну в национальный парк, чтобы отдохнуть на природе. Однако в этот день в парке появляется огромный медведь, нападающий как на посетителей, так и на местных животных. Оказывается, за всем этим стоит Стальной Клюв… |            |                                                                     |                   | |
| 18 | 18         | «You Sweat Your Life» Проделки Крепыша                              | 30 сентября 1991  | Название эпизода — пародия на радио- и телеигру «Совершенно верно!» |
| Чёрный Плащ под прикрытием проникает в оздоровительный центр, чтобы схватить двоих рабочих, обокравших музей. К раздражению супергероя, с ним отправляются Герберт и Бинки Мадлфуты. На месте выясняется, что владелец центра, Джок, вывел формулу источника вечной молодости. Последний недостающий ингредиент — перо настоящего супергероя, то есть Чёрного Плаща. |            |                                                                     |                   | |
| 19 | 19         | «Days of Blunder» Полоса невезения                                  | 1 октября 1991    | Название эпизода — пародия на фильм «Дни грома». |
| Позиционируя себя как психиатра, Квага убеждает Чёрного Плаща, что быть супергероем — это не для него. Теперь преступность Сен-Канара получила зелёный свет… |            |                                                                     |                   | |
| 20 | 20         | «Just Us Justice Ducks: Episode 1» Утки правосудия. Часть 1         | 2 октября 1991    | TBA |
| Антиплащ, Бушрут, Квага, Мегавольт и Ликвигад создают организацию «Грозная пятёрка», целью которой является нейтрализация Чёрного Плаща и контроль над Сен-Канаром. Узнав об этом, Плащ, Нептуния, Суперкряк, Моргана и Стигмат создают свою коалицию «Утки правосудия». Конечно, Плащ хочет единолично разгромить «Грозную пятёрку», поэтому не в восторге от сотрудничества, однако когда он сталкивается с пятёркой суперзлодеев лицом к лицу, понимает, что тут одному ему действительно не справиться… |            |                                                                     |                   | |
| 21 | 21         | «Just Us Justice Ducks: Episode 2» Утки правосудия. Часть 2         | 3 октября 1991    | TBA |
| «Утки правосудия» разгромлены и взяты в плен «Грозной пятёркой». Последняя надежда — Чёрный Плащ, оставшийся на свободе. Он вызволяет своих друзей и начинается битва супергероев с суперзлодеями, от исхода которой зависит судьба целого города… |            |                                                                     |                   | |
| 22 | 22         | «Double Darkwings» Два Плаща                                        | 4 октября 1991    | Существуют две несколько различающиеся версии этого эпизода. |
| Чтобы отомстить Чёрному Плащу, Джуджа Джейк просит бабушку Сглаз сделать ему проклятие. По ошибке он посылает своё проклятие в Зигзага, которого принимает за Плаща. Теперь пилот супергероя становится преступником, подручным Джуджи, а Плащ не находит себе места, обвиняя в случившемся себя… |            |                                                                     |                   | |
| 23 | 23         | «Aduckyphobia» Пауткофобия                                          | 7 октября 1991    | Название эпизода — пародия на фильм «Арахнофобия». |
| Паук-мутант кусает Чёрного Плаща, и у того вырастают дополнительные руки. Как ни странно, это наоборот мешает ему схватить профессора Молиарти. Плащ примеряет на себя новую супергеройскую личину: Утка-Паук. |            |                                                                     |                   | |
| 24 | 24         | «When Aliens Collide» Как пришелец пришельцу                        | 8 октября 1991    | Название эпизода — пародия на фильм «Когда миры столкнутся». |
| Гусёна обнаруживает космический корабль, потерпевший крушение в парке. Из него появляется симпатичный инопланетянин, одетый в довольно строгий ошейник, который он, похоже, не любит. Вскоре выясняется, что это — разыскиваемый опасный космический преступник… |            |                                                                     |                   | |
| 25 | 25         | «Jurassic Jumble» Мезозойская заварушка                             | 10 октября 1991   | TBA |
| Гога и Гусёна обнаруживают множество следов лап динозавров, которые приводят их к гнусному доктору Ископаемому — утке, превратившейся в динозавра. С помощью инволюционного луча и пролетающей близко к Земле кометы Ископаемый готовит план по уничтожению разумной жизни на планете, чтобы дать динозаврам второй шанс… |            |                                                                     |                   | |
| 26 | 26         | «Cleanliness is Next to Badliness» Чистейшая пакость                | 15 октября 1991   | TBA |
| Стальной Клюв объединяется с Нашатыркой, чтобы начать массовые ограбления банков. Гусёна открывает фан-клуб Чёрного Плаща. |            |                                                                     |                   | |
| 27 | 27         | «Smarter Than a Speeding Bullet» Сила есть — ума не надо            | 17 октября 1991   | TBA |
| Стальной Клюв ворует резиновых утят, а попытка Чёрного Плаща остановить его прервана появлением Кометчика, супергероя, прилетевшего на Землю с другой планеты в поисках наставника. |            |                                                                     |                   | |
| 28 | 28         | «All's Fahrenheit in Love and War» Война и любовь по фаренгейту     | 21 октября 1991   | Название эпизода — пародия на широко известную строку «В любви и на войне все средства хороши» из романа «Юфьюиз» (1578) Джона Лили.                                                          |
| В Сен-Канаре новая напасть: кто-то грабит банки, причём без взлома. |            |                                                                     |                   | |
| 29 | 29         | «Whiffle While You Work» Опасные игры                               | 23 октября 1991   | Название эпизода — пародия на песню «Насвистывай во время работы» (1937) из м/ф «Белоснежка и семь гномов».                                                                                   |
| Чёрный Плащ и Гусёна принимают участие в соревновании по видеоиграм. Изюминка мероприятия — игра Whiffle Boy. Продавец игрушек, Квага, желает отомстить всей индустрии компьютерных игр за то, что она выбила его с рынка, и теперь все покупают компьютерные игры, а не его обычные игрушки. В итоге Чёрный Плащ и Квага оказываются внутри игры Whiffle Boy. |            |                                                                     |                   | |
| 30 | 30         | «Ghoul of My Dreams» Чудище моей мечты                              | 31 октября 1991   | TBA |
| Ведьма Моргана использует сонный песок, чтобы похищать жителей Сен-Канара, пока они превращаются в сомнамбул. Чёрный Плащ пытается исправить ситуацию, но оказывается в Стране снов. Нодофф, хозяин этой страны и поставщик сонного песка, хочет, чтобы весь город спал, и никто не стоял у него на пути, пока он будет осуществлять свои преступные замыслы… |            |                                                                     |                   | |
| 31 | 31         | «Adopt-a-Con» Мошенник на дом                                       | 7 ноября 1991     | TBA |
| Программа «Усынови осуждённого» направила в дом Чёрного Плаща Таскернини. Бушрут берёт в заложники Гусёну, Зигзага и Кряка в надежде выманить Плаща, но тот уже и сам, понятное дело, в заложниках… |            |                                                                     |                   | |
| 32 | 32         | «Toys Czar Us» Царь игрушек                                         | 11 ноября 1991    | Название эпизода — пародия на компанию Toys "R" Us. |
| Квага наконец осознаёт, что родители не будут покупать своим детям его опасные игрушки, поэтому решает создать «игрушечную утопию» для детей. У Гусёны неприятности в школе, поэтому директор просит Кряка поответственнее относиться к своим родительским обязанностям. Он отказывается от образа Чёрного Плаща, чтобы стать идеальным отцом, и тут Квага начинает претворять свой безумный план в жизнь…                                                                                                  |            |                                                                     |                   | |
| 33 | 33         | «The Secret Origins of Darkwing Duck» А был ли Чёрный Плащ?         | 13 ноября 1991    | TBA |
| В далёком будущем Гусеноида (футуристическая версия Гусёны) со своим другом оказываются заперты в музее Чёрного Плаща после закрытия. Подозрительно знакомый охранник рассказывает им историю о происхождении этого супергероя (это юмористическая смесь истории о Супермене и пересказ телесериала «Кунфу»). |            |                                                                     |                   | |
| 34 | 34         | «Up, Up and Awry» Всё выше и выше…                                  | 14 ноября 1991    | Название эпизода — пародия на ряд песен и муз. альбомов с названием «Вверх, вверх и прочь».                                                                                                   |
| Суперкряк прибывает в Сен-Канар, чтобы помочь Чёрному Плащу остановить Мегавольта: он крадёт подковы и кабели, чтобы соорудить гигантский электромагнит. Плащ тяжело воспринимает, что Суперкряк попадает в центр внимания, с блеском расправившись со злодеем. |            |                                                                     |                   | |
| 35 | 35         | «Life, the Negaverse and Everything» Антимиры                       | 18 ноября 1991    | Название эпизода — пародия на повесть Дугласа Адамса «Жизнь, Вселенная и всё остальное». |
| Преследуя «Грозную пятёрку», Чёрный Плащ попадает в гигантский торт, который оказывается порталом между его миром и Антивселенной. Там всё наоборот, а злодей Антиплащ является верховным правителем. Чтобы исправить ситуацию, Плащ приглашает себе на помощь четверых своих друзей-супергероев из другого мира - «Добрую четвёрку». |            |                                                                     |                   | |
| 36 | 36         | «Dry Hard» Великая сушь                                             | 20 ноября 1991    | Название эпизода — пародия на фильм «Крепкий орешек». |
| Бад Потоп — подлый владелец компании по производству бутилированной воды, он отравляет воду конкурентов, чтобы увеличить собственную прибыль. Чёрный Плащ хочет призвать его к ответу, но Бад падает в чан с загрязнённой водой и становится гидрокинетическим мутантом, состоящим из воды и способным управлять ею, теперь он будет известен под именем Ликвигад. Ну а пока он превращает воду в Сен-Канаре в твёрдую, и Плащ обязан спасти его жителей от жажды.                                          |            |                                                                     |                   | |
| 37 | 37         | «Heavy Mental» Головастики                                          | 21 ноября 1991    | Название эпизода — пародия на мультфильм «Тяжёлый металл». |
| С помощью новой разработки Ш.У.Ш.У. Зигзаг получает сверхспособности, но не умеет их контролировать. Майор Синапс из В.А.О.Н. похищает этот прибор и начинает его испытывать на своих подчинённых. |            |                                                                     |                   | |
| 38 | 38         | «Disguise the Limit» Мастер камуфляжа                               | 26 ноября 1991    | Название эпизода — пародия на расхожую фразу «Нет предела совершенству; нет ничего невозможного».                                                                                             |
| Антиплащ, замаскированный под Чёрного Плаща, подставляет его, совершая преступления в его образе. Однако директор Ш.У.Ш.У. Клювер знает, что Плащ невиновен, так как тот был с ним во время этих преступлений. Чтобы доказать свою невиновность и остальным, Плащу предлагают протестировать новейшую разработку организации… |            |                                                                     |                   | |
| 39 | 39         | «Planet of the Capes» Кряк разбушевался                             | 27 ноября 1991    | Название эпизода — пародия на фильм «Планета обезьян». Один из трёх эпизодов за весь сериал, в котором одновременно отсутствуют как Гусёна, так и Зигзаг.                                     |
| В Сен-Канаре вновь появляется Кометчик, который просит Чёрного Плаща отправиться с ним на его планету. Польщённый Плащ принимает предложение, думая, что требуется его помощь в спасении мира, однако вскоре выясняется удивительная вещь: на этой планете все поголовно являются супергероями, и им нужен хотя бы один «обычный парень», то есть… Чёрный Плащ. Ему, конечно, это быстро надоедает, поэтому он пытается превратить в злодея самого Кометчика.                                               |            |                                                                     |                   | |
| 40 | 40         | «Darkwing Doubloon» Чёрный Дублон                                   | 16 декабря 1991   | TBA |
| Прошлое. Предок Чёрного Плаща — носящий то же имя, но по прозвищу «Дублон» — борется с пиратами (предки членов группировки «Грозная пятёрка») под предводительством Антиплаща в открытом море. |            |                                                                     |                   | |
| 41 | 41         | «It's a Wonderful Leaf» Этот дивный листок календаря                | 23 декабря 1991   | Название эпизода — пародия на фильм «Эта прекрасная жизнь». |
| Наплыв покупателей в магазинах под Рождество наводит Бушрута на мысль испортить этот праздник. Для этого он берёт под контроль все рождественские ёлки Сен-Канара… |            |                                                                     |                   | |
| 42 | 42         | «Twitching Channels» Наши в Голливуде                               | 5 февраля 1992    | Название эпизода — пародия на фильм «Переключая каналы». Один из трёх эпизодов за весь сериал, в котором одновременно отсутствуют как Гусёна, так и Зигзаг.                                   |
| Последнее изобретение Мегавольта случайно переносит его и Чёрного Плаща во вселенную «отвратительных мутантов без клюва», то есть в наш реальный мир. Там супергерой узнаёт, что он — «просто мультяшка». |            |                                                                     |                   | |
| 43 | 43         | «Dances with Bigfoot» Танцы с бигфутами                             | 6 февраля 1992    | Название эпизода — пародия на фильм «Танцующий с волками». |
| Кряк Лапчатый исчезает, и его приёмная дочь Гусёна (в этом эпизоде известная как Малиновая Кряка) обязана его найти. |            |                                                                     |                   | |
| 44 | 44         | «Twin Beaks» Два клюва                                              | 10 февраля 1992   | Название эпизода — пародия на телесериал «Твин Пикс». Сюжет эпизода — пародия на фильм «Вторжение похитителей тел».                                                                           |
| Родители Гоги, Герберт и Бинки Мадлфуты, пропадают. Следы ведут в таинственный городок Твин Клювс. Прибывшие туда герои обнаруживают, что именно отсюда инопланетные мутанты-капустники решили начать завоевание Земли… |            |                                                                     |                   | |
| 45 | 45         | «The Incredible Bulk» Титаны живут среди нас                        | 12 февраля 1992   | Название эпизода — пародия на Невероятного Халка. |
| Бушрут создаёт новое удобрение, которое позволяет растениям достигать огромного размера и силы. |            |                                                                     |                   | |
| 46 | 46         | «My Valentine Ghoul» Ведьмин день                                   | 14 февраля 1992   | TBA |
| Моргана предлагает Чёрному Плащу стать его напарником, но тот отвергает предложение, что приводит ведьму в ярость. На этом и решает сыграть Антиплащ… |            |                                                                     |                   | |
| 47 | 47         | «Dead Duck» Утка исчезает                                           | 17 февраля 1992   | TBA |
| Чёрный Плащ, преследуя Мегавольта, попадает в ДТП и погибает. Теперь супергерою предстоит встретиться с Мрачным Жрецом, который позволит ему вернуться домой, но только в виде призрака… |            |                                                                     |                   | |
| 48 | 48         | «A Duck by Any Other Name» Что в имени твоём?                       | 18 февраля 1992   | Эпизод напоминает серию A Case of Mistaken Secret Identity (вышла 8 ноября 1989) мультсериала «Утиные истории». В ней Зигзага приняли за Суперкряка.                                          |
| В новостях сообщают: личность Чёрного Плаща раскрыта. По словам журналистов — это… Зигзаг МакКряк. Таскернини решает использовать это открытие в свою пользу, но настоящий Плащ встаёт у него на пути… |            |                                                                     |                   | |
| 49 | 49         | «Let's Get Respectable» Финт от винта                               | 20 февраля 1992   | TBA |
| По ТВ рассказывают, что у Чёрного Плаща плохая репутация на публике, поэтому Гусёна решает заняться сменой имиджа своего отца. Антиплащ решает использовать это в своих целях… |            |                                                                     |                   | |
| 50 | 50         | «In Like Blunt» Прогулки с Блантом                                  | 24 февраля 1992   | Название эпизода — пародия на фильм «Двойник Флинта». В серии в роли самих себя (без слов) появились Магика Де Гипноз, Братья Гавс и Флинтхарт Гломгольд.                                     |
| В Сен-Канаре появляются преступники из прошлого, желающие продать на аукционе полный список агентов Ш.У.Ш.У. Клювер поручает разобраться с негодяями Чёрному Плащу и легендарному Дереку Бланту. |            |                                                                     |                   | |
| 51 | 51         | «Quack of Ages» Сага о Кваге                                        | 26 февраля 1992   | Название эпизода — пародия на христианский гимн «Скала веков». |
| Чтобы предотвратить изобретение йо-йо, Квага отправляется в средневековую Канардию. Чёрный Плащ с Зигзагом следуют за ним и с удивлением обнаруживают, что Герберт и Бинки Мадлфуты — король и королева этой страны в то время. Квага становится королевским советником и убеждает Герберта, что Плащ — колдун… |            |                                                                     |                   | |
| 52 | 52         | «Time and Punishment» Приключение и наказание                       | 27 февраля 1992   | Название эпизода — пародия на роман «Преступление и наказание». |
| Гусёна случайно переносит Чёрного Плаща, Мегавольта и Квагу в будущее. Выясняется, что за порядком здесь железным кулаком следит Чёрный Воин-Плащ… |            |                                                                     |                   | |
| 53 | 53         | «Stressed to Kill» Как важно быть спокойным                         | 3 марта 1992      | Название эпизода — пародия на фильм «Одетый для убийства». |
| Чёрный Плащ постоянно находится в напряжении, на грани стресса, поэтому он отправляется в соответствующую клинику, которой владеют Мегавольт и Квага, где ему «промывают мозги». Теперь Плащ невероятно спокоен, ему наплевать на всё происходящее. Мегавольт и Квага устраивают пожар, который грозит распространиться на весь Сен-Канар. Гусёна и Зигзаг обязаны вернуть Плаща в стрессовое состояние… |            |                                                                     |                   | |
| 54 | 54         | «The Darkwing Squad» Пятеро под одним плащом                        | апрель 1992       | TBA |
| Эдгар Клювер поручает Чёрному Плащу заняться тренировкой нескольких агентов Ш.У.Ш.У. Выясняется, что Гризликов — двойной агент, также работающий и на В.А.О.Н. Новообразованному «Отряду Чёрного Плаща» придётся столкнуться с происками Стального Клюва, а самому Чёрному Плащу предстоит сражение с Гризликовым… |            |                                                                     |                   | |
| 55 | 55         | «Inside Binkie's Brain» Безопасность прежде всего                   | апрель 1992       | TBA |
| Бинки Мадлфут в голову попадает шар для боулинга, в результате чего на свободу вырывается её «маленький герой» — она становится «Стражницей Канарии». Теперь Бинки всячески старается оградить Чёрного Плаща от любых опасностей, из-за чего он снова упускает Мегавольта… |            |                                                                     |                   | |
| 56 | 56         | «The Haunting of Mr. Banana Brain» Банановые мозги                  | 29 апреля 1992    | TBA |
| Из-за озорства Гусёны из коробочки на свободу вырывается дух Лютень и вселяется в одну из кукол Кваги — мистера Банановый Мозг. Теперь Квага творит зло вместе с этой игрушкой, а Лютень растёт и набирается сил, питаясь негативными эмоциями вокруг себя… |            |                                                                     |                   | |
| 57 | 57         | «Slime Okay, You're Okay» Гадкий Гусёнок                            | май 1992          | Название эпизода — пародия на книгу «Я в порядке — ты в порядке». |
| Бушрут создаёт новое удобрение, чтобы вырастить себе разумное растение-друга, но эту отраву случайно пробует Гусёна. У Чёрного Плаща совсем немного времени, чтобы найти способ остановить превращение дочки в слизь… |            |                                                                     |                   | |
| 58 | 58         | «Whirled History» Завихрения в истории                              | май 1992          | TBA |
| Измученная домашним заданием по истории, Гусёна засыпает и начинает ходить во сне. Она представляет себя Астро-Уткой, персонажем телесериала, в поисках «источника знаний». Мегавольт использует сомнамбулу, чтобы заманить в ловушку Чёрного Плаща… |            |                                                                     |                   | |
| 59 | 59         | «U.F. Foe» Неопознанный летающий враг                               | май 1992          | TBA |
| Инопланетяне похищают Зигзага, чтобы сделать его правителем Вселенной. |            |                                                                     |                   | |
| 60 | 60         | «A Star is Scorned» Нисходящая звезда                               | май 1992          | Название эпизода — пародия на фильм «Звезда родилась». |
| Продюсер шоу Чёрного Плаща говорит, что им не хватает какой-то изюминки, поэтому он подумывает заменить Плаща на Бушрута. Выясняется, что на самом деле этот продюсер — мошенник, желающий обокрасть шоу, ведь какому-то там растению платить надо гораздо меньше, чем настоящему супергерою. Герберт и Бинки Мадлфуты становятся актёрами-«рабами», так как, подписывая контракт, не заметили маленький пунктик, гласящий, что «студия всегда права».                                                      |            |                                                                     |                   | |
| 61 | 61         | «The Quiverwing Quack» Кряк-Крылатый Колчан                         | 16 мая 1992       | TBA |
| Гусёна пробует себя в стрельбе из лука и выясняется, что у неё к этому прирождённый талант. Вопреки воле отца она становится супергероиней по имени «Кряк — Крылатый Колчан» и добивается огромной популярности в этом образе. Теперь она — главная цель Антиплаща, который желает вернуть себе потерянное звание «враг общества № 1». |            |                                                                     |                   | |
| 62 | 62         | «Jail Bird» Арестант                                                | 17 мая 1992       | Название эпизода — пародия на роман Курта Воннегута «Рецидивист», а Мега-Антиплащ пародия на врага Фантастической четвёрки Супер-Скрулла. В этой серии Гусёна не произносит ни одной реплики. |
| Антиплащ крадёт алмаз, который может высасывать силу у окружающих. Он выкачивает энергию у своих сообщников: Бушрута, Мегавольта, Ликвигада и Кваги. Обессиленные товарищи должны остановить своего бывшего приятеля, который теперь зовёт себя Мега-Антиплащ. |            |                                                                     |                   | |
| 63 | 63         | «Dirtysomething» Приказано убрать                                   | 18 мая 1992 (США) | Название эпизода — пародия на сериал «Тридцать-с-чем-то». |
| В.А.О.Н. даёт в напарницы Нашатырке её же сестру, Неумывку, с которой у неё радикально противоположные взгляды на грязь и чистоту. Чёрный Плащ легко бы справился с этой «командой», но он обнаруживает, что у него пропали мотор от Громокрякмобиля, Крысоловка, пистолеты и прочее… Оказывается, всё это Гусёна сдала в металлолом, чтобы заработать денег на новую видеоигру, которую ей папа запретил покупать.                                                                                         |            |                                                                     |                   | |
| 64 | 64         | «Kung Fooled» Искусство Кряк-Фу                                     | 19 мая 1992       | TBA |
| Чёрный Плащ преследует Молиарти, и погоня приводит его в город Кунг-Пу, где он встречается со своим старым учителем боевых искусств, Мастером Ли. |            |                                                                     |                   | |
| 65 | 65         | «Bad Luck Duck» Проклятие колдуна                                   | 20 мая 1992       | TBA |
| Чёрного Плаща обвиняют в том, что он якобы украл священный драгоценный камень у племени, и его вождь накладывает на супергероя проклятие неудач. Пока Плащ пытается доказать свою невиновность и ищет новой встречи с вождём, чтобы снять проклятие, Антиплащ чувствует себя хозяином Сен-Канара… |            |                                                                     |                   | |

## Сезон 2 (1991)
| № п/п | № в сезоне | Название                                            | Премьера         | Комментарии |
| --- | ---------- | --------------------------------------------------- | ---------------- | --- |
| 66 | 1          | «That Sinking Feeling» Как сквозь Землю провалились | 14 сентября 1991 | TBA |
| Молиарти сплотил свою расу кротов, чтобы они все дружно вышли на поверхность и захватили Сен-Канар. Он крадёт здания города и создаёт луч, удерживающий Луну в вечном затмении — ведь во тьме кротам будет полное раздолье, не то что его жителям…                                              |            |                                                     |                  | |
| 67 | 2          | «Film Flam» Сойти с экрана                          | 21 сентября 1991 | TBA |
| Таскернини изобрел кинокамеру-пушку, вытаскивающую кино-персонажей в реальный мир. Он выводит свою новую банду в город и начинает раздавать им приказы… |            |                                                     |                  | |
| 68 | 3          | «Negaduck» Антиплащ                                 | 28 сентября 1991 | TBA |
| Чёрный Плащ подвергается воздействию нового изобретения Мегавольта, которая отделяет его хорошее начало от плохого. Так на свет появляется злодей Антиплащ. |            |                                                     |                  | |
| 69 | 4          | «Fungus Amongus» Ночь сыроежек                      | 5 октября 1991   | TBA |
| Чёрный Плащ знакомится с ведьмой Морганой Макабр. Под влиянием супергероя преступница встаёт на путь добра… |            |                                                     |                  | |
| 70 | 5          | «Slaves to Fashion» На поводу у моды                | 12 октября 1991  | TBA |
| Бинки Мадлфут даёт Кряку совет: побольше уделять внимания воспитанию Гусёны, «а то она растёт какая-то пацанка, а не леди». Таскернини изобрёл спрей, который заставляет людей вести себя так, как они одеты. Теперь его цель — проникнуть на школьный маскарад и обрызгать им богатых горожан… |            |                                                     |                  | |
| 71 | 6          | «Something Fishy» Мокрое дело                       | 19 октября 1991  | TBA |
| На пляж города выползают морские чудовища. Это проделки Нептунии — рыбы, мутировавшей из-за загрязнения океана. В отместку она собирается затопить Сен-Канар. |            |                                                     |                  | |
| 72 | 7          | «Tiff of the Titans» Битва титанов                  | 26 октября 1991  | Название эпизода — пародия на фильм «Битва титанов».                                                                                                  |
| Суперкряк прибывает в Сен-Канар, преследуя Стальной Клюв. Чёрного Плаща подставляют, и теперь Суперкряк уверен, что тот — злодей. Пока два супергероя сражаются друг с другом, Стальной Клюв пытается похитить новое сверхсекретное оружие: Экспериментальный Транспорт Возмездия.              |            |                                                     |                  | |
| 73 | 8          | «Calm a Chameleon» Ход хамелеона                    | 2 ноября 1991    | TBA |
| Злодейка Хамелеон решила взять под контроль издательскую империю, чтобы печатать собственные деньги. Над Гогой начинают издеваться в школе, и он претерпевает личностную трансформацию. |            |                                                     |                  | |
| 74 | 9          | «Battle of the Brainteasers» Мозговая атака         | 9 ноября 1991    | Король Клаату и ещё два злодея из этого эпизода получили свои имена в честь фразы из фильма «День, когда остановилась Земля»: Клаату, Барада и Никто. |
| На Землю прибывают инопланетяне, желающие взять под контроль ядерное оружие и потребовать признать их правителями Вселенной. Победу над ними одерживает… Гога. |            |                                                     |                  | |
| 75 | 10         | «Bad Tidings» Десятый вал                           | 16 ноября 1991   | Один из трёх эпизодов за весь сериал, в котором одновременно отсутствуют как Гусёна, так и Зигзаг.                                                    |
| В.А.О.Н. решила контролировать приливы и отливы. Клювер поручает разобраться в этом деле Чёрному Плащу и агенту Гризликову, но вместо расследования они начинают грызню между собой… |            |                                                     |                  | |
| 76 | 11         | «Going Nowhere Fast» Поспешишь — людей насмешишь    | 23 ноября 1991   | TBA |
| Антиплащ стреляет в Чёрного Плаща из ускорителя частиц, и от этого супергерой обретает суперскорость. Всё бы замечательно, но проявляется и негативный эффект: Плащ начинает быстро стареть. Дождавшись, пока герой станет старым и дряхлым, Антиплащ обретает контроль над Сен-Канаром…        |            |                                                     |                  | |
| 77 | 12         | «A Brush with Oblivion» Кистью по жизни             | 30 ноября 1991   | TBA |
| Гога в музее обращает внимание на злодейку по имени Клякса Феникс, которая шагает… сквозь картины. Ему никто не верит и даже намекают, что малыш немного тронулся умом. Только Гусёна решает проверить слова своего друга и сама застревает в картине.                                          |            |                                                     |                  | |
| 78 | 13         | «The Merchant of Menace» Сен-канарский купец        | 7 декабря 1991   | Название эпизода — пародия на пьесу «Венецианский купец».                                                                                             |
| В Сен-Канаре появляется линейка продуктов Quackerware, которая вводит покупателей в обман. А распространением этих товаров занимается… Герберт Мадлфут, разносящий их по домам. Чёрный Плащ не верит, что сосед мог встать на путь мошенничества и решает проследить за ним…                    |            |                                                     |                  | |

## Сезон 3 (1992)
| № п/п | № в сезоне | Название                                                               | Премьера         | Комментарии |
| --- | ---------- | ---------------------------------------------------------------------- | ---------------- | --- |
| 79 | 1          | «Monsters R Us» Обаяние ужасного                                       | 12 сентября 1992 | Название эпизода — пародия на компанию Toys "R" Us. |
| Ведьма Моргана стала официальной девушкой Чёрного Плаща и привела его знакомиться с родителями. Те разочарованы, что он — «нормальный»… |            |                                                                        |                  | |
| 80 | 2          | «Inherit the Wimp» Потомственные неудачники                            | 19 сентября 1992 | TBA |
| Чёрный Плащ хвастается перед Гусёной своими отважными предками. Та прокрадывается в прошлое и приводит их в наше время. Оказывается, на самом деле не такие уж они и герои, как их расписывал Плащ. Мегавольт выкачивает нервную энергию у Плаща и Зигзага, и теперь пришельцам из прошлого придётся стать героями, чтобы спасти своего потомка…               |            |                                                                        |                  | |
| 81 | 3          | «The Revenge of the Return of the Brainteasers, Too!» Мозговая атака-2 | 26 сентября 1992 | TBA |
| После победы над Флогом (см. эпизод «Мозговая атака» от 9 ноября 1991) Гога становится героем галактики. Однако похитители тел из глубокого космоса сбегают из плена и вновь готовы либо править Вселенной, либо уничтожить её. Но всё же основная их цель теперь — свести личные счёты с малолетним супергероем…                                              |            |                                                                        |                  | |
| 82 | 4          | «Star Crossed Circuits» Мелодрама в электронном исполнении             | 3 октября 1992   | TBA |
| Чёрный Плащ становится обладателем суперкомпьютера D-2000. Постепенно он заменяет ему и Гусёну и Зигзага. Однако вскоре и сам супергерой готов от него избавиться, когда выясняется, что этот компьютер — женского пола, и к тому же она влюбилась в Плаща. Однако D-2000 решает, что раз она не может покорить Чёрного Плаща, так не доставайся же он никому… |            |                                                                        |                  | |
| 83 | 5          | «Steerminator» Час быка                                                | 10 октября 1992  | Название эпизода — пародия на фильм «Терминатор». |
| В.А.О.Н. делает из Тараса Бульбы машину смерти. Однако, получив сверхсилу, агент отказывается выполнять приказы своей конторы, а мечтает лишь об одном: отомстить Чёрному Плащу. Он похищает Гусёну и Гогу, а Плащ, как назло, прикован к инвалидному креслу после недавнего происшествия.                                                                     |            |                                                                        |                  | |
| 84 | 6          | «The Frequency Fiends» Эфирные ведьмы                                  | 17 октября 1992  | TBA |
| Новое оружие Чёрного Плаща случайно поражает Гусёну. И хотя с ней всё в порядке, появляются три новые сущности, копии девочки, но каждая со своими сверхспособностями: Жара (красная), Свет (жёлтая) и Радиоволна (зелёная). Плащ обращается за помощью к Мегавольту, но выходит ещё хуже: эти три ведьмы сливаются в одно могучее создание.                   |            |                                                                        |                  | |
| 85 | 7          | «Paint Misbehavin'» Разгулявшаяся краска                               | 24 октября 1992  | Название эпизода — пародия на ряд песен, муз. альбомов, мюзиклов и фильмов с названием Ain't Misbehavin'. |
| Чёрного Плаща приглашают почётным гостем на съезд фанатов комиксов. Тем временем Клякса Феникс терроризирует Сен-Канар, «улучшая скучное искусство». |            |                                                                        |                  | |
| 86 | 8          | «Hot Spells» Заклинаньице попроще                                      | 31 октября 1992  | Эпизод был показан единственный раз, и более никогда и нигде не повторялся. Также он недоступен для покупки на iTunes Store и Google Play, для заказа на Disney+. Это связано с неоднозначным затрагиванием религиозной тематики в серии. |
| Моргана берёт Чёрного Плаща и Гусёну в свою магическую школу, где она должна защитить дипломную работу. Гусёна пытается найти способ овладеть магическим искусством в кратчайшие сроки. |            |                                                                        |                  | |
| 87 | 9          | «Fraudcast News» Криминальный репортаж                                 | 7 ноября 1992    | Название эпизода — пародия на фильм «Телевизионные новости». |
| О героическом труде Чёрного Плаща хотят снять репортаж, но журналистка считает, что его дела какие-то скучные. В итоге она сама становится злодейкой, чтобы повысить собственные рейтинги. |            |                                                                        |                  | |
| 88 | 10         | «Clash Reunion» Жаркая встреча выпускников                             | 14 ноября 1992   | TBA |
| Кряк Лапчатый посещает встречу выпускников. Удивительно, но Мегавольт тоже, оказывается, был его одноклассником… |            |                                                                        |                  | |
| 89 | 11         | «Mutantcy on the Bouncy» Месть мутантов                                | 21 ноября 1992   | Название эпизода — пародия на происшествие, известное как Мятеж на «Баунти». |
| Гусёна в школьной газете освещает противостояние Чёрного Плаща с Резиновым Цыплёнком и Цементной Башкой. |            |                                                                        |                  | |
| 90 | 12         | «Malice's Restaurant» Ресторан «Тихая заводь»                          | 5 декабря 1992   | Название эпизода — пародия на песню «Ресторан Элис». |
| Моргана открывает собственный ресторан. |            |                                                                        |                  | |
| 91 | 13         | «Extinct Possibility» Загадочное ископаемое                            | 12 декабря 1992  | TBA |
| Чёрного Плаща приглашают расследовать странное дело: в запасниках музея обнаружен огромный кусок янтаря, внутри которого уже миллионы лет находится… Чёрный Плащ. Ясное дело, эту загадку можно разрешить только с помощью машины времени… |            |                                                                        |                  | |